# Ectoparasite

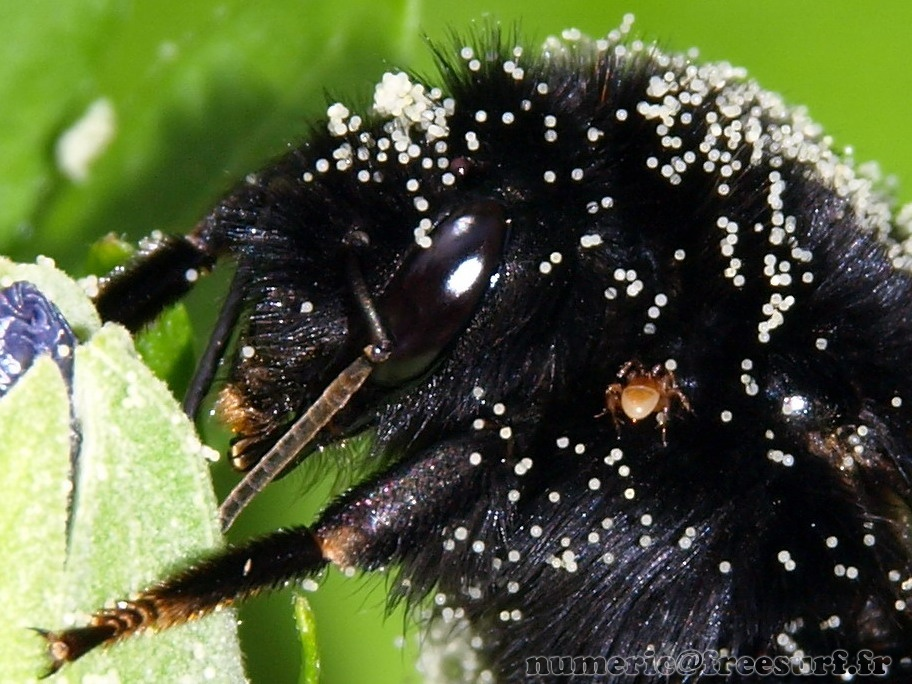
Un bourdon infesté par un acarien ectoparasite (jaune).

Un ectoparasite est un parasite externe, c'est-à-dire un parasite qui vit sur la surface corporelle d'un être vivant. Son cycle de développement peut engendrer une maladie de l'hôte, dite pour cette raison ectoparasitose.
Les ectoparasites communs de l'humain sont les Siphonaptera, ou puces ; les Phthiraptera (les poux) ; les sarcoptes et autres acariens, dont les tiques.

## Pesticides
Les pesticides qui les ciblent sont dits ectoparasiticides et posent, comme beaucoup de substances chimiques de grande utilisation, des problèmes environnementaux en s'accumulant ou se dispersant dans l'environnement. Il s'agit par exemple de la deltamethrine, cypermethrine, l'abamectine, la doramectine, l'ivermectine et l'éprinomectine.